# Matteo Malucelli
Matteo Malucelli é um ciclista profissional italiano, nascido a 20 de outubro de 1993 em Forlì, membro da equipa Caja Rural-Seguros RGA.

## Palmarés
2015
- 1 etapa do An Post Rás
- 1 etapa da Volta a Portugal

2016
- 3 etapas da Volta a Marrocos
- 1 etapa do Tour da Eslováquia

2017
- 2 etapas do Tour de Bihor
- 1 etapa do Tour de Eslováquia

2018
- 2 etapas da Volta ao Táchira
- 1 etapa do Tour da Bretanha
- 1 etapa da Volta a Aragão[1]
- 1 etapa do Tour de Bihor
- 1 etapa da Volta a Venezuela
- 1 etapa do Tour da China I

## Equipas
- Team Ideia 2010 ASD (2015)
- Unieuro-Wilier (2016)
- Androni Giocattoli-Sidermec (2017-2018)
- Caja Rural-Seguros RGA (2019)